# Ulica Opolska w Tarnowskich Górach
Ulica Opolska w Tarnowskich Górach – jedna z głównych ulic Tarnowskich Gór. Przebiega przez dzielnicę Śródmieście-Centrum od rynku aż do skrzyżowania z obwodnicą i ulicą Zagórską (drogą krajową nr 11).

## Położenie
Ulica Opolska jest jedną z ulic odchodzących od tarnogórskiego rynku, a dokładnie z jego północno-zachodniego naroża. Biegnie w kierunku północno-zachodnim, krzyżując się m.in. z ulicami Teofila Królika i Józefa Cebuli, które wyznaczają granice starego miasta, ulicą Jana III Sobieskiego, ulicą Powstańców Śląskich stanowiącą część drogi powiatowej nr 3299S, ulicą Stanisława Wyspiańskiego oraz prowadzącą do Opatowic i Starych Tarnowic ulicą Opatowicką. Ulica kończy swój bieg na skrzyżowaniu z obwodnicą Tarnowskich Gór, a jej kontynuacją jest ulica Zagórska będąca częścią drogi krajowej nr 11.

## Nazwa
Do roku 1925 oraz podczas okupacji hitlerowskiej w latach 1939–1945 ulica nosiła niemiecką nazwę Lublinitzerstraße pochodzącą od miasta Lubliniec, w kierunku którego prowadziła. W latach 1925–1939 obowiązywała nazwa polska: ulica Lubliniecka, natomiast po II wojnie światowej w 1945 nazwę ulicy zmieniono na ulica Opolska i nazwa ta obowiązuje do dziś.

## Historia
Ulica Opolska istniała już w XVI wieku i była głównym traktem prowadzącym w kierunku Lublińca. Przy tej ulicy znajdowała się jedna z bram miejskich, Brama Lubliniecka. Z biegiem czasu jej zabudowa gęstniała. W 1817 została utwardzona, zaś w latach 1898–1912 była jedną z ulic, które wybrukowano. W latach 30. XIX wieku w końcowej jej części powstał park Redena – najstarszy park Tarnowskich Gór.

## Budynki
Przy ulicy Opolskiej znajdują się:

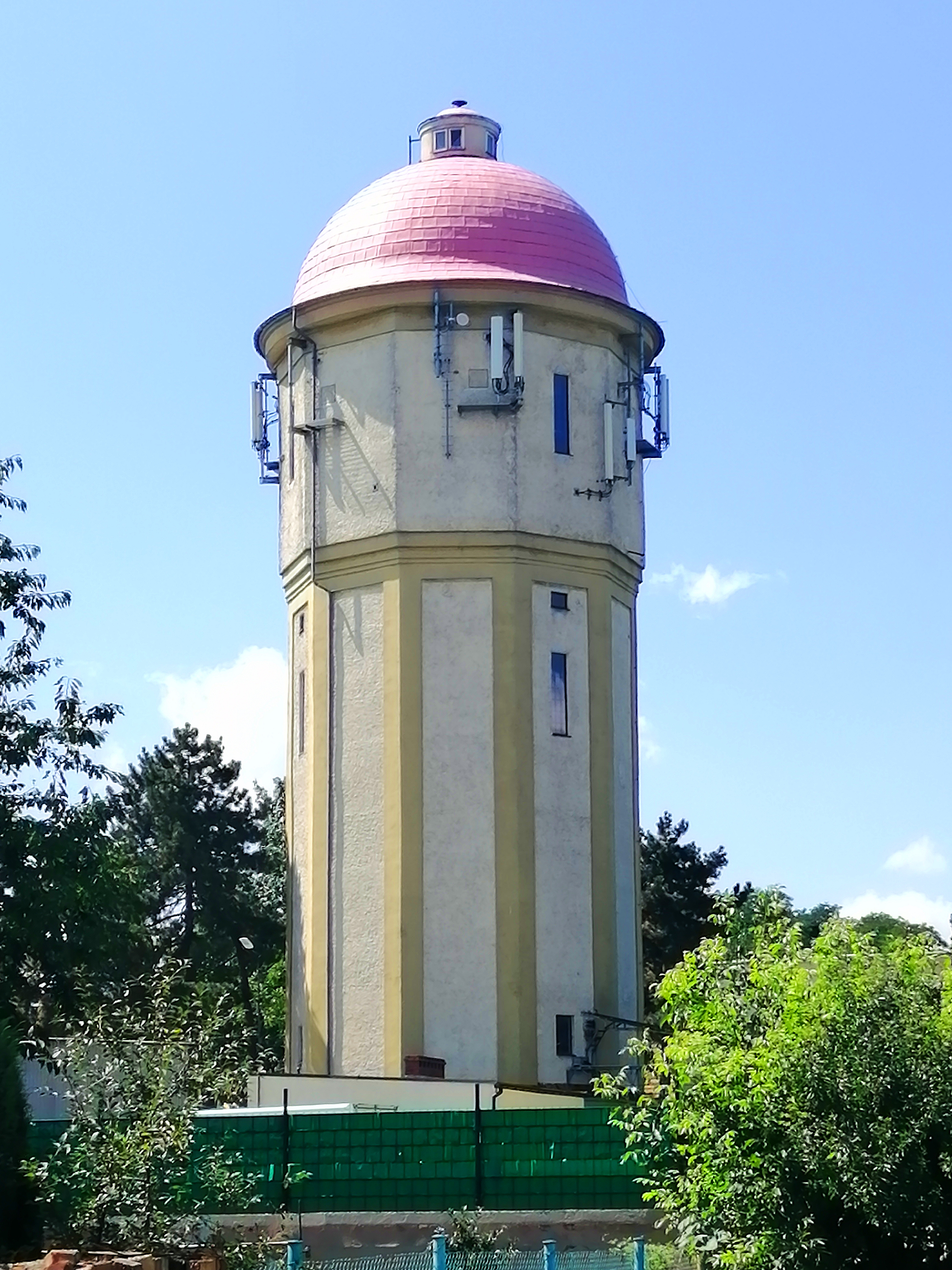
Zabytkowa wieża ciśnień z 1926 roku przy ul. Opolskiej (zdj. 2021)

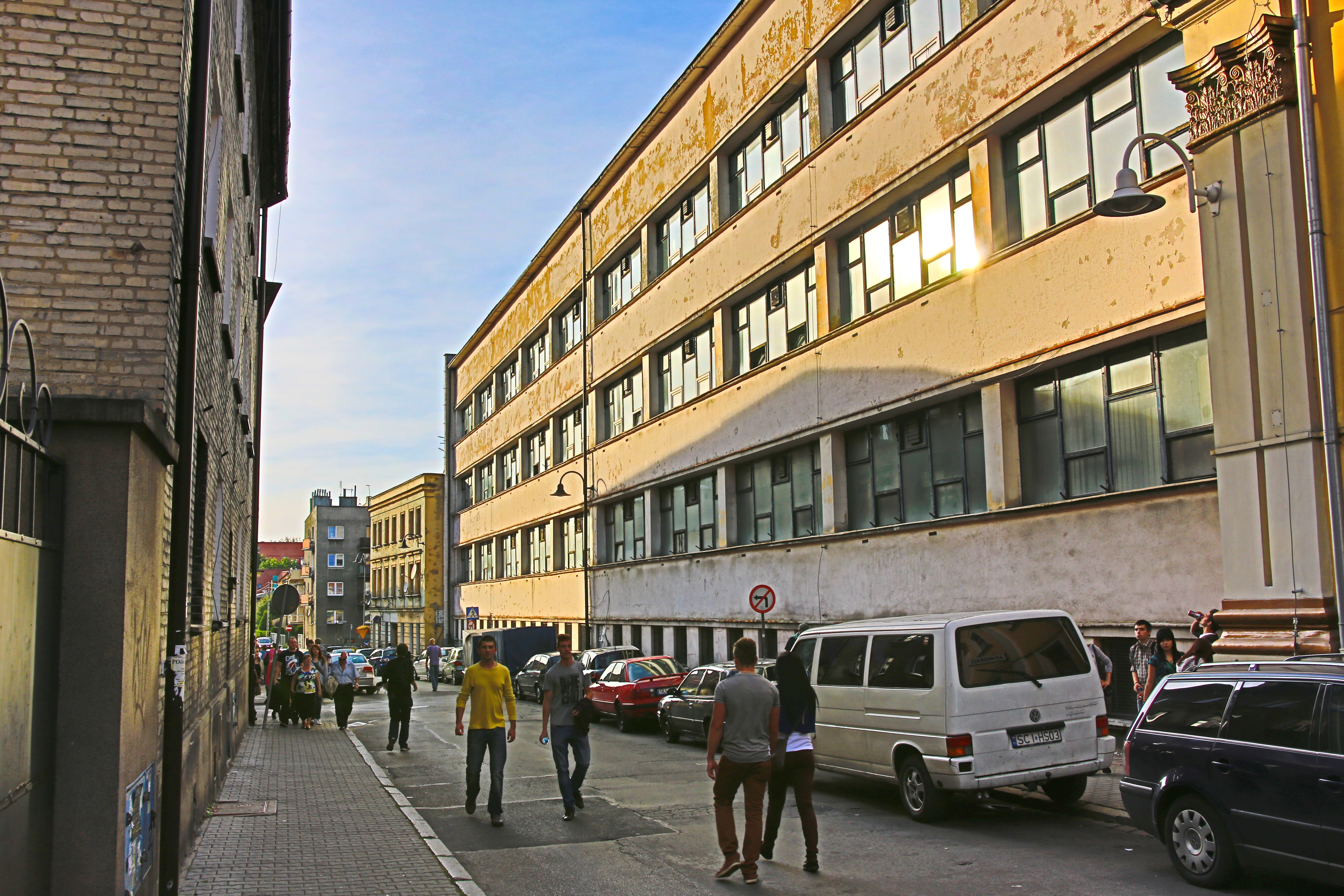
Hala zakładów odzieżowych Tarmilo przy ul. Opolskiej (zdj. 2012)

- zabytkowe kamienice w pobliżu rynku (np. Dom Padiery pod numerem 1 – wpisany do rejestru Zabytków nr A/630/66 z 2 maja 1966[7] – dawniej mieszczący należący do Maxa Horoby jeden z dwóch miejskich browarów[8] oraz hotel Wolne Miasto Górnicze Maksa Janego – do wywłaszczenia w 1947[9]) i 16 – wpisana do Gminnej Ewidencji Zabytków[10],
- zabytkowy gmach Sądu Rejonowego (wpis do Gminnej Ewidencji Zabytków[10]) – ul. Opolska 17,
- najstarszy park w mieście – Park Redena z 1830 roku,
- koszary 5 tarnogórskiego pułku chemicznego; ul. Opolska 36,
- Zespół Szkół Chemiczno-Medycznych i Ogólnokształcących (dawniej seminarium nauczycielskie) – budynek zabytkowy wpisany do rejestru zabytków[7],
- I LO im. Stefanii Sempołowskiej; w latach 1907–1925 katolicka preparanda (Katholische Präparandie – szkoła przygotowująca do zawodu nauczyciela); budynek wpisany do gminnej ewidencji zabytków[10]
- Budynek dawnego szpitala Spółki Brackiej; obecnie:
  - Centralne Biuro Konstrukcji Kotłów (CBKK)
  - Urząd Skarbowy
- siedziba Veolii Wody, głównego dostawcy wody do Tarnowskich Gór; do firmy tej należy także zabytkowa wieża ciśnień z 1926 roku wpisana do Gminnej Ewidencji Zabytków[10] oraz rejestru zabytków (nr rej. A/557/2019 z dn. 30.09.2019[7]), a także szyby „Kaehler” i „Friederike” wpisane na Listę światowego dziedzictwa UNESCO,
- Szpital Powiatowy nr 1; ul. Opolska 21
- ul. Opolska 3 – oddana do użytku w 1968 roku hala Zakładów Odzieżowych Tarmilo[11]. Hala została zbudowana na miejscu dawnej fabryki tekstyliów Ostex Maxa Wyleżałka, znacjonalizowanej w 1947[9], a następnie rozbudowanej. W okresie międzywojennym zaś na tym terenie działała niewielka fabryka ubrań Ostaw, której właścicielem był Otto Stawinoga[12]. W sierpniu 2019 roku rozpoczęła się rozbiórka położonych między ul. Opolską a Sobieskiego zabudowań dawnych Zakładów Odzieżowych, w tym hali przy ul. Opolskiej[13][14], we wrześniu 2020 roku ruszyła budowa parkingu tymczasowego.
- ul. Opolska 4 (dawniej Lublinitzerstraße 4) – budynek mieszczący niegdyś siedzibę Wolnego Cechu Rzeźników dla powiatu Tarnowskie Góry (niem. Freie Fleischerinnung für den Kreis Tarnowitz)[15].

## Komunikacja

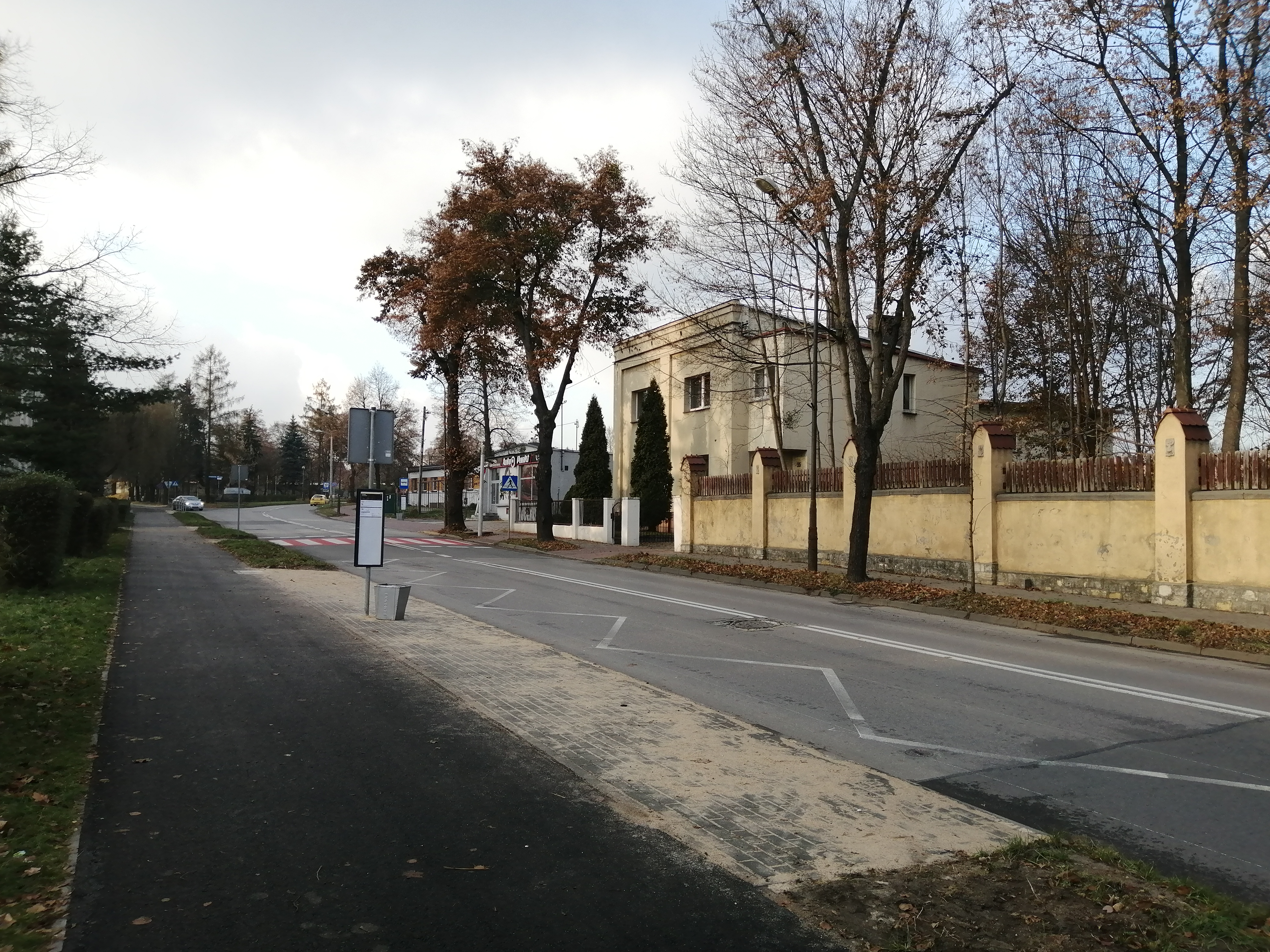
Ulica Opolska na wysokości przystanku Tarnowskie Góry Opolska

Odcinek ulicy Opolskiej stanowiący drogę powiatową nr 3280S jest jednojezdniową drogą dwukierunkową klasy G. Początkowy, gminny odcinek tej drogi od rynku do skrzyżowania z ulicą Jana III Sobieskiego jest natomiast jednokierunkową drogą klasy Z o numerze 270 174 S.
Według stanu z grudnia 2022 roku ulicą Opolską kursują autobusy organizowane przez Zarząd Transportu Metropolitalnego , obsługujące następujące linie:
- 3 (Osada Jana Pawilon – Stare Tarnowice GCR),
- 64 (Tarnowskie Góry Dworzec – Stare Tarnowice Pętla),
- 78 (Tarnowskie Góry Dworzec – Strzybnica Park Hutnika – Miedary Posesja 17),
- 112 (Tarnowskie Góry Dworzec – Gliwice Centrum Przesiadkowe),
- 129 (Tarnowskie Góry Dworzec – Strzybnica Park Hutnika – Krupski Młyn Słoneczna),
- 143 (Tarnowskie Góry Dworzec – Nowa Wieś Pętla),
- 180 (Tarnowskie Góry Dworzec – Wielowieś Centrum Przesiadkowe),
- 614 i 615 (Miasteczko Śląskie Osiedle – Rybna Lotników),
- 670 (Tarnowskie Góry Dworzec – Pniowiec Pętla),
- 671 (Pniowiec Pętla – Tarnowskie Góry Dworzec).
- 712 (Tarnowskie Góry Dworzec – Stare Tarnowice Sielanka),
- 744 (Tarnowskie Góry Dworzec – Tarnowskie Góry Torowa – Tarnowskie Góry Dworzec),
- 780 (Szarlej Kaufland – Świerklaniec Park – Stare Tarnowice GCR).

Przy ulicy zlokalizowane są przystanki autobusowe Tarnowskie Góry Opolska i Tarnowskie Góry Osiedle Fazos (nieobsługiwane przez autobusy linii 64, 112, 614, 615 i 671).

## Mieszkalnictwo
Według danych Urzędu Stanu Cywilnego na dzień 31 grudnia 2022 roku przy ulicy Opolskiej zameldowanych na pobyt stały było 346 osób.

## Ciekawostki
- 4 sierpnia 2015[19], 13 lipca 2016[20] i 30 lipca 2017[21] ulicą Opolską przebiegała trasa wyścigu kolarskiego Tour de Pologne.